# حركة المقاومة الدنماركية
حركة المقاومة النرويجية (بالدنماركية: Danske Modstandsbevægelse) (بالدنماركية: Danske Modstandsbevægelse)    كانت حركة مقاومة لمقاومة الاحتلال الألماني للدنمارك خلال الحرب العالمية الثانية. بسبب الترتيبات المخففة في البداية، والتي سمحت فيها سلطة الاحتلال النازية للحكومة الديمقراطية بالبقاء في السلطة، فبدات حركة المقاومة بشكل أبطأ في تطوير تكتيكات فعالة على نطاق واسع مما كانت عليه في بعض البلدان الأخرى. 
شارك أعضاء من حركة المقاومة الدنماركية في أنشطة سرية، تتراوح بين توزيع المنشورات غير القانونية والتجسس والتخريب. قتل عناصر المقاومة ما يقدر بنحو 400 من النازيين الدنماركيين والمخبرين والمتعاونين حتى عام 1944.  
في فترة ما بعد الحرب، تم دعم المقاومة من قبل السياسيين داخل الدنمارك ولم يبذل جهد كبير لدراسة عمليات القتل عن كثب. أُجريت الدراسات في أواخر القرن العشرين وأوائل القرن الحادي والعشرين، وتعلم الناس أنه كان هناك أحيانًا عملية صنع قرار مرتجلة وطارئة بشأن الأهداف. تم إنتاج العديد من الكتب والأفلام المهمة حول هذا الموضوع. 

## المقاومة السلمية: 1940-1943

### عمليات المخابرات العسكرية
في 23 أبريل 1940 ،  اجرى أعضاء من المخابرات العسكرية الدنماركية اتصالات مع نظرائهم البريطانيين من خلال البعثة الدبلوماسية البريطانية في ستوكهولم. تم إرسال أول رسالة استخبارية أرسلها المبعوث في بعثة ستوكهولم في خريف عام 1940. تطور هذا الأمر ليصبح إرسالًات منتظمًة بين المخابرات العسكرية والسياسية، وبحلول 1942-1943، زاد عدد الرسائل إلى رسالة واحدة على الأقل كل أسبوع.  بالإضافة إلى ذلك، تمكن موظف في إذاعة دي آر من إرسال رسائل قصيرة إلى بريطانيا عبر شبكة الإذاعة الوطنية. 
تم جمع المعلومات الاستخباراتية في الغالب من قبل ضباط في الجيش الدنماركي والبحرية. أبلغوا عن معلومات حول التطورات السياسية، وموقع وحجم الوحدات العسكرية الألمانية، وتفاصيل عن القسم الدنماركي من تحصينات الجدار الأطلسي. في عام 1942، طالب الألمان بنقل الجيش الدنماركي من جوتلاند، لكن عمليات الاستخبارات استمرت. تم تنفيذها من قبل أفراد يرتدون ملابس مدنية أو من قبل ضباط الاحتياط، لأن هذه المجموعة لم تدرج في أمر الإخلاء.  بعد تحرير الدنمارك، وصف المارشال برنارد لو مونتغمري المعلومات الاستخباراتية التي تم جمعها في الدنمارك بأنها «لا مثيل لها». 

## المقاومة العنيفة: 1943-45

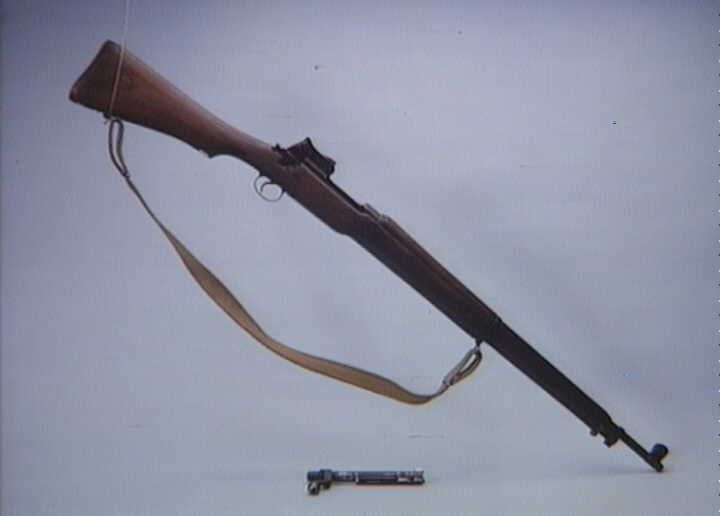
M1917 Enfield تستخدمها مجموعات المقاومة في هاسليف.

مع مرور السنين، ازداد عدد أعمال التخريب والعنف. في عام 1943، ارتفع الرقم بشكل كبير، لدرجة أن السلطات الألمانية أصبحت غير راضية عن تعامل السلطات الدنماركية مع الوضع. في نهاية أغسطس، تولى الألمان الإدارة الكاملة في الدنمارك، مما سمح لهم بالتعامل مع السكان كما يرغبون. أصبح ضبط النظام أسهل بالنسبة للنازيين، لكن المزيد والمزيد من الناس انخرطوا في الحركة لأنهم لم يعودوا قلقين بشأن حماية الحكومة الدنماركية. 
على وجه الخصوص، تم تأسيس مجلس الحرية الدنماركي في سبتمبر 1943، والذي جمع مختلف مجموعات المقاومة من أجل تحسين كفاءتها وعزمها. تم تأسيس حكومة سرية. بدأت الحكومات المتحالفة، التي كانت تشك في التزام الدنمارك بمحاربة ألمانيا، تدرك أنها حليفة كاملة لهم. 